# 約翰·柏金斯
約翰·柏金斯（英語：John Perkins，1945年—），出於美國漢諾威，作家。他最著名及最近期的著作，是2004年出版的《經濟殺手的告白》（Confessions of an economic hitman），當中描述他本人在擔任美國「經濟殺手」一職時，如何以各種手段剝削第三世界國家的經濟，並使其對美國俯首稱臣。這本書在紐約時報的暢銷榜逗留了超過70週，並且被翻譯成超過32種語言和，但是對於書中的內容與真實性，曾引起很多爭議與批評。
另外他並寫作一些關於原住民文化相關神秘主義（如薩滿教）的文章。
經濟殺手 (EHMs) 被付予高額薪水以騙取世界各國兆以數計的金錢。這些來自世界銀行、美國國際開發署和其他「提供協助」組織的錢將最終流入巨型企業以及那些少數掌控全球資源家族的口袋。

他們的工具包括不真實的財務報告、被操控的選舉、賄賂、勒索、性以及暗殺。他們的手法與古代帝國所用的極為類似，不過就在這全球化的浪潮之中，他將所造成的影響和破壞帶往了一個嶄新的層次。

我是早就知道這一切的，因為，我就是一位經濟殺手。
 — 約翰·柏金斯， 經濟殺手的告白

## 生平
柏金斯高中畢業於條頓高中，並在 1960 年代進入米德爾伯里學院（大學）就讀，並在修學兩年後被學校退學。他在之後在 1968 年於波士頓大學企業經濟學相關學系得到理學士學位
1968年–1970年間，柏金斯皆在厄瓜多擔任和平隊的志工，之後整個70年代間，他都為一所位於波士頓，名叫緬恩策略顧問公司工作，而據他本人所言，他在被美國國防部獨立召見以後，就被該公司的一名員工Einar Greve（據稱他是國防部的聯絡人，他本人對此予以否認）所聘用，並開始了他稱為「經濟殺手」的工作。根據他的書，早年時他在一名美麗的女性門下受訓，學習如何利用專業知識，摧毀第三世界國家的經濟（如委內瑞拉）。
柏金斯之後並在緬恩策略顧問公司中升遷，並擔任首席經濟學家一職，他和他的下屬並曾在世界銀行、聯合國、國際貨幣基金組織、美國財政部、財富美國500強公司企業，以及非洲、亞洲、拉丁美洲、中東國家政府中擔任顧問並給予公司最高經理人、政府高層意見。柏金斯在緬恩策略顧問公司中的經驗並成為未來他撰寫《經濟殺手的告白》一書的主要基礎，其中他提到他如何引誘開發中國家向美國及其他組織借貸大量的金錢來建造基礎建設，並爾後因為西方國家金錢剝削、洗錢等相關手段，最終使這些負債國在經濟及政治上更為依賴西方國家，並使西方國家得以對其予取予求。
根據《經濟殺手的告白》一書，在1980年代，柏金斯離開了緬恩策略顧問公司並創立的他直接管理的獨立能源公司並獲得了相當程度的成功。他在書中提到他公司的“成功”主要便是導因於過去服務公司所製造的“巧合”，以作為對他緘默的回報。
柏金斯並是“地球母親聯盟”及“改變夢想”兩個目標於追求、宣傳永續發展和社會正義的非營利組織的創立人及主要成員之一。他並曾在哈佛大學、牛津大學等在世界上超過50個大學進行過演講，且為八本關於世界經濟及本土文化價值的作者。他並曾在 美國 ABC, NBC, CNN, CNBC, NPR, A&E, 國家歷史電視台、 時代雜誌、華盛頓郵報等等出版物及紀錄片中被提到。

## 爭議
《華盛頓郵報》的專欄作者Sebastian Mallaby，對於約翰·柏金斯的說法提出很多質疑。
《紐約時報》與《波士頓》雜誌的報導指出，約翰·柏金斯只提出單方面的說法，在文獻上的可靠性薄弱。
2006年，美國國防部對於約翰·柏金斯的說法，提出公開澄清與否認。

## 英文著作列表
1. The New Confessions of an Economic Hitman (2016), Berrett-Koehler Publishers, ISBN 978-1626566743.
2. Hoodwinked: An Economic Hit Man Reveals Why the World Financial Markets Imploded – and What We Need to Do to Remake Them (2009), Crown Business, ISBN 0-307-58992-7
3. The Secret History of the American Empire (2007), Plume, ISBN 0-525-95015-X
4. A Game as Old as Empire: the Secret World of Economic Hit Men and the Web of Global Corruption (edited by Steven Hiatt, introduction by John Perkins) (2007), ISBN 978-1-57675-395-8
5. Confessions of an Economic Hit Man (2004), ISBN 0-452-28708-1
6. Spirit of the Shuar: Wisdom from the Last Unconquered People of the Amazon (2001), co-authors Shakaim Mariano Shakai Ijisam Chumpi, Shakaim Mariano Ijisam Chumpi, Destiny Books, ISBN 0-89281-865-4
7. Psychonavigation: Techniques for Travel Beyond Time (2nd 1999), Destiny Books, ISBN 0-89281-800-X
8. Shapeshifting: Shamanic Techniques for Global and Personal Transformation (1997), Destiny Books, ISBN 0-89281-663-5
9. The World Is As You Dream It: Teachings from the Amazon and Andes (1994), Destiny Books, ISBN 0-89281-459-4
10. The Stress Free Habit: Powerful Techniques for Health and Longevity from the Andes, Yucatan, and the Far East (1989), Healing Arts Books, ISBN 978-0892812929

## 外部連結
- 柏金斯網頁 （页面存档备份，存于）